# Stazione di San Fernando
La stazione di San Fernando è una stazione ferroviaria ubicata nel comune di Coslada, vicino al centro urbano del comune di San Fernando de Henares, posta alla confluenza delle linee Madrid-Barcellona e Madrid - San Fernando de Henares.

## Storia
La stazione è stata inaugurata con l'istituzione dei servizi di Cercanías di Madrid negli anni ottanta del XX secolo col nome di Coslada-San Fernando, nome che è stato cambiato per l'attuale negli anni novanta.

## Servizi
- Parcheggio di scambio

## Movimento
L'infrastruttura è servita linee C-2, C-7 e  C-8 della rete delle cercanías di Madrid, operate da Renfe.